# 馬伊瑟勒洛河
13°27′47″N 39°01′41″E / 13.463°N 39.028°E

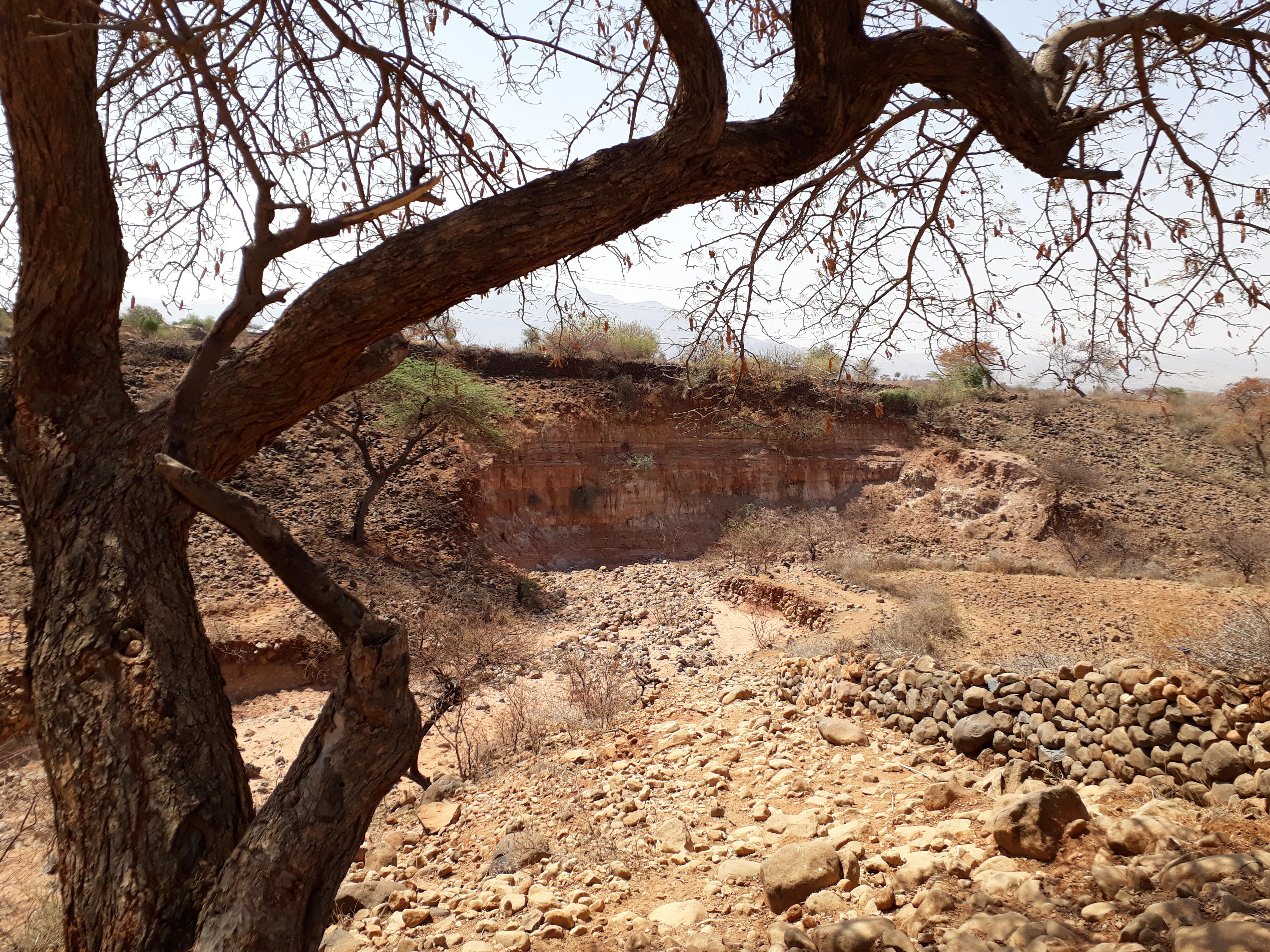

馬伊瑟勒洛河是埃塞俄比亞的河流，位於該國北部，處於提格雷州，屬於尼羅河流域的一部分，河道全長19.5公里，河床上的巨石和鵝卵石可能來自流域上游。